# Leszek Sawicki (fotograf)
Leszek Krzysztof Sawicki (ur. 1938, zm. 28 stycznia 2000 w Warszawie) – polski artysta fotograf. Członek rzeczywisty Związku Polskich Artystów Fotografików. Członek założyciel, członek rzeczywisty i pierwszy prezes Zarządu Związku Polskich Fotografów Przyrody.

## Życiorys
Leszek Krzysztof Sawicki związany z warszawskim środowiskiem fotograficznym – mieszkał w Zielonce. Miejsce szczególne w jego twórczości zajmowała fotografia przyrody (polskiej i m.in. skandynawskiej). Był autorem wielu zdjęć do licznych polskich i zagranicznych publikacji prasowych o tematyce przyrodniczej. Publikował wiele zdjęć w polskiej i zagranicznej specjalistycznej prasie fotograficznej. Był autorem kilku albumów fotograficznych o tematyce przyrodniczej – m.in. albumu Przyroda polska, wydanego przez wydawnictwo Arkady, w 1995 roku.
Leszek Krzysztof Sawicki był autorem i współautorem wielu wystaw fotograficznych; indywidualnych oraz zbiorowych w Polsce i za granicą. Jego fotografie zaprezentowano m.in. na Wielkiej wystawie przyrodniczo-łowieckiej w Budapeszcie, w 1971 roku. Wielokrotnie uczestniczył w pracach jury, w licznych regionalnych, ogólnopolskich i międzynarodowych konkursach fotografii przyrodniczej. W 1975 roku został przyjęty w poczet członków rzeczywistych Związku Polskich Artystów Fotografików.
W 1995 roku był pomysłodawcą, inicjatorem i współzałożycielem ówczesnego Związku Polskich Fotografików Przyrodniczych (przemianowanego w 2004 roku na Związek Polskich Fotografów Przyrody), w którym objął funkcję pierwszego prezesa Zarządu ZPFP.
W 1999 roku otrzymał propozycję sporządzenia dokumentacji fotograficznej ze strefy największego zagrożenia promieniotwórczego reaktora atomowego w Czarnobylu. Zagrożone miejsce fotografował przez jedną godzinę ze śmigłowca – po powrocie do Warszawy zdiagnozowano u niego białaczkę. Zmarł 28 stycznia 2000 roku.